# Albert Saritov
Albert Ramazanovici Saritov (în rusă Альберт Рамазанович Саритов; n. 8 iulie 1985, Hasaviurt, RSFS Rusă, URSS) este un sportiv de lupte libere rus naturalizat român, de origine cecenă. Este medaliat cu bronz la Jocurile Olimpice din 2016 și medaliat cu bronz la Campionatul Mondial de Lupte din 2011 în Istanbul, Turcia. 
Este primul sportiv naturalizat care participă pentru România la Jocurile Olimpice și primul naturalizat român care obține o medalie la aceste jocuri.